# Othmane El Goumri
Othmane El Goumri (en arabe : عثمان الكومري), né le 28 mai 1992, est un athlète marocain.

## Carrière
Othmane El Goumri remporte la médaille d'argent du 5 000 mètres aux Jeux méditerranéens de 2013 à Mersin et est éliminé en séries du 5 000 mètres masculin aux championnats du monde d'athlétisme 2013 à Moscou. 
Il remporte la médaille d'or du 5 000 mètres aux Jeux de la Francophonie de 2013 à Nice ainsi que la médaille de bronze sur cette distance aux Jeux de la solidarité islamique de 2013 à Palembang et termine troisième du 3 000 mètres au London Grand Prix 2015. Il est éliminé en séries du 5 000 mètres masculin aux championnats du monde d'athlétisme 2015 à Pékin.
Il se voit infliger une suspension de deux ans, de juillet 2016 à juin 2018 pour passeport biologique douteux.
Il remporte le marathon de Dublin en 2019, avec un temps record dans cette compétition de 2 h 8 min 6 s. Il se classe ensuite 17e des Championnats du monde de semi-marathon 2020 à Gdynia  et obtient ensuite la médaille d'argent du semi-marathon aux Championnats panarabes d'athlétisme 2021 à Radès.